# Literna punctata
Literna punctata är en insektsart som beskrevs av Victor Lallemand 1949. Literna punctata ingår i släktet Literna och familjen spottstritar. Inga underarter finns listade i Catalogue of Life.